# Seven de la República 1984
El Seven de la República de 1984 fue la cuarta edición del torneo de rugby 7 de fin de temporada para uniones regionales afiliadas a la Unión Argentina de Rugby. Se llevó a cabo el 6 y 7 de octubre en las instalaciones del Club de Gimnasia y Esgrima de Buenos Aires, sede San Martín.
Se decidió en esta temporada que el torneo debería ser organizado por alguna de las uniones del interior cada vez que Buenos Aires fuese sede de los partidos finales del Campeonato Argentino de Mayores.
La Unión Cordobesa de Rugby se quedó con su primer título luego de vencer en la final a la Unión Entrerriana de Rugby 16-12, el primer campeonato en no ser ganado por un seleccionado de la UAR. Este torneo mantiene el récord de haber sido la edición que reunió la menor cantidad de participantes: 12.

## Equipos participantes
Participaron del torneo doce equipos: diez uniones provinciales y dos seleccionados representativos de la Unión Argentina de Rugby.
| Equipo     | Unión                       |
| ---------- | --------------------------- |
| Capital    | Unión Argentina de Rugby    |
| Córdoba    | Unión Cordobesa de Rugby    |
| Cuyo       | Unión de Rugby de Cuyo      |
| Entre Ríos | Unión Entrerriana de Rugby  |
| Misiones   | Unión de Rugby de Misiones  |
| Nordeste   | Unión de Rugby del Nordeste |
| Provincia  | Unión Argentina de Rugby    |
| Rosario    | Unión de Rugby de Rosario   |
| Salta      | Unión de Rugby de Salta     |
| Santa Fe   | Unión Santafesina de Rugby  |
| Sur        | Unión de Rugby del Sur      |
| Tucumán    | Unión de Rugby de Tucumán   |

## Fase final
|  | Cuartos de final | Cuartos de final | Cuartos de final |            |            | Semifinales | Semifinales | Semifinales |  |         | Final   | Final | Final |  |
|  |                  |                  |                  |            |            |             |             |             |  |         |         |       |       |  |
|  |                  |                  |                  |            |            |             |             |             |  |         |         |       |       |  |
|  | Capital          |                  |                  |            |            |             |             |             |  |         |         |       |       |  |
|  |                  |                  |                  |            |            |             |             |             |  |         |         |       |       |  |
|  | Tucumán          |                  |                  |            |            |             |             |             |  |         |         |       |       |  |
|  |                  |                  |                  | P.P.       |            |             |             |             |  |         |         |       |       |  |
|  |                  |                  |                  |            |            |             |             |             |  |         |         |       |       |  |
|  |                  |                  | Córdoba          | Córdoba    | G.P.       |             |             |             |  |         |         |       |       |  |
|  | Córdoba          | Córdoba          | Córdoba          | Córdoba    | G.P.       | G.P.        |             |             |  |         |         |       |       |  |
|  | Córdoba          | Córdoba          |                  |            |            |             |             |             |  |         |         |       |       |  |
|  | Cuyo             | Cuyo             | P.P.             |            |            |             |             |             |  |         |         |       |       |  |
|  | Cuyo             | Cuyo             | P.P.             |            |            |             |             |             |  | Córdoba | Córdoba | 16    |       |  |
|  |                  |                  |                  |            |            |             |             |             |  | Córdoba | Córdoba | 16    |       |  |
|  |                  |                  | Entre Ríos       | Entre Ríos | 12         |             |             |             |  |         |         |       |       |  |
|  | Misiones         | Misiones         | Entre Ríos       | Entre Ríos | 12         | P.P.        |             |             |  |         |         |       |       |  |
|  | Misiones         | Misiones         |                  |            |            |             |             |             |  |         |         |       |       |  |
|  | Entre Ríos       | Entre Ríos       | G.P.             |            |            |             |             |             |  |         |         |       |       |  |
|  | Entre Ríos       | Entre Ríos       | G.P.             |            | Entre Ríos | Entre Ríos  | G.P.        |             |  |         |         |       |       |  |
|  |                  |                  |                  |            | Entre Ríos | Entre Ríos  | G.P.        |             |  |         |         |       |       |  |
|  |                  |                  |                  |            | P.P.       |             |             |             |  |         |         |       |       |  |
|  | Salta            |                  |                  |            |            |             |             |             |  |         |         |       |       |  |
|  |                  |                  |                  |            |            |             |             |             |  |         |         |       |       |  |
|  | Provincia        |                  |                  |            |            |             |             |             |  |         |         |       |       |  |
|  |                  |                  |                  |            |            |             |             |             |  |         |         |       |       |  |
|  |                  |                  |                  |            |            |             |             |             |  |         |         |       |       |  |

### Final
| 7 de octubre | Córdoba | 16 - 12 | Entre Ríos | GEBA, Buenos Aires       |                          |
|              | 10 Gabriel Ruiz 9 Javier Caminotti 8 Roberto Tobal 7 Martín Gil 6 Arturo Gil 5 Santiago Albrisi 4 Rodolfo Ambrosio 3 Pablo León 2 Eduardo Rodríguez 1 | Reporte | 10 Agustín Federik 9 Carlos Ricciardi 8 Gabriel Aizcorbe 7 Mario Lescano 6 Mariano Castello 5 Nicolás Comaleras 4 Marcelo Faggi 3 Marco Cumenetti 2 Roberto Bravo 1 Erick Albornoz | Árbitro(s): Efraín Sklar | Árbitro(s): Efraín Sklar |

| Bandera de la Provincia de Córdoba |
| Córdoba Campeón                    |
| Primer título                      |